# 芳志戸幹雄
芳志戸 幹雄（ほうしど みきお、1947年9月19日 - 1996年5月15日）は、日本のギタリスト。
ギターを三木理雄、小原安正、ナルシソ・イエペス、アンドレス・セゴビア、J・トーマス、デ・ラ・マーサらに、ピアノを林芳輝、山岸磨夫に師事。1968年、デビュー・リサイタルを開く。同年に上智大学文学部哲学科を中退し、スペイン留学。サンティアゴ・デ・コンポステーラで開かれる国際音楽講習会に奨学生として参加。マスタークラスでアンドレス・セゴビアにレッスンを受ける。1970年代には荘村清志、渡辺範彦と並んで1947年生まれの三羽烏と呼ばれた。現代音楽の分野でピッツィーニの「三姉妹のためのギター協奏曲」を初演したことでも知られる一方、中世の音楽にも造詣が深いことでも有名であった。また、武満徹や三善晃等、作曲家とのコラボレーションにも意欲的であった。技術力の高さの他、独特の暖かい音色や感情的な演奏は他ギタリストとは一線を画しており、海外における評価も高かった。ピアニストの三舩優子は実姪。

## 功績・歩み
- 1947年 茨城県に生まれる[1]。
- 1968年 ギタリストとして上智大学在学中にデビュー。
- 1969年 スペインを始めヨーロッパ各地でリサイタルをもち、テレビやラジオに出演。
- 1974年 日本フィルハーモニー交響楽団の定期演奏会でピッツィーニの「三姉妹の為のギター協奏曲」を日本初演。
- 1976年 NHK教育テレビ「ギターを弾こう」の講師を1976年4月から1977年3月まで務める。
- 1977年 スペイン文化省に招待スペシャリストとして招かれ渡西。ナルシソ・イエペスのレッスンを受けながらヨーロッパ各地でリサイタルを開く。同年、武満徹の要請でパリに於ける芸術祭「パリの秋」に出演。
- 1979年 上記にも記した「三姉妹のためのギター協奏曲」を中心としたリサイタルで芸術祭優秀賞を受賞。
- 1981年 「聖母マリア頌歌集」より数曲をオリジナル・スタイルで再現したほか、ギター・ソロをレコード化。
- 1996年 肺炎のため死去[1]。享年49。

## レコード
- クラシックギター入門
- カルカッシ25の練習曲
- Favorite Show peaces of Guitar
- 芳志戸幹雄 Plays the Music of Renaissance & Contemporary
- リュート組曲No.3(J.S.バッハ)／聖母マリア頌歌集(アルフォンソ10世)

## CD
- 「黒の星座」〜三善晃：ギターのための作品／芳志戸幹雄

## テレビ出演
- 私の音楽会 第186回（1980年5月24日、日本テレビ） - フォルカー・レニッケ指揮読売日本交響楽団との共演で、ピッツィーニの『三姉妹のためのギター協奏曲』とロドリーゴの『アランフェス協奏曲』を演奏。（1980年4月16日、東京郵便貯金会館大ホールで収録）
- ナルシーソ・イエペスの世界（1984年11月3日、テレビ埼玉） - 荘村清志と共にゲスト出演。